# Josef Ábel
Josef Ábel (16. srpna 1941 Piešťany – 19. února 2024 Bratislava) byl slovenský operní pěvec, herec a tanečník.
Od roku 1982 působil ve Slovenském národním divadle v Bratislavě. V devadesátých letech 20. století byl pozván i do českého Národního divadla v Praze. Kromě působení v Bratislavě byl také sólistou Národního divadla Moravskoslezského v Ostravě.